# Альтенберг (Саксонія)
Альтенберг (нім. Altenberg) — місто в Німеччині, розташоване в землі Саксонія на кордоні з Чехією. Входить до складу району Саксонська Швейцарія — Східні Рудні Гори. Центр об'єднання громад Альтенберг.
Площа — 145,81 км2. Населення становить 7880 ос. (станом на 31 грудня 2020).
Через місто проходить автошлях .

## Галерея

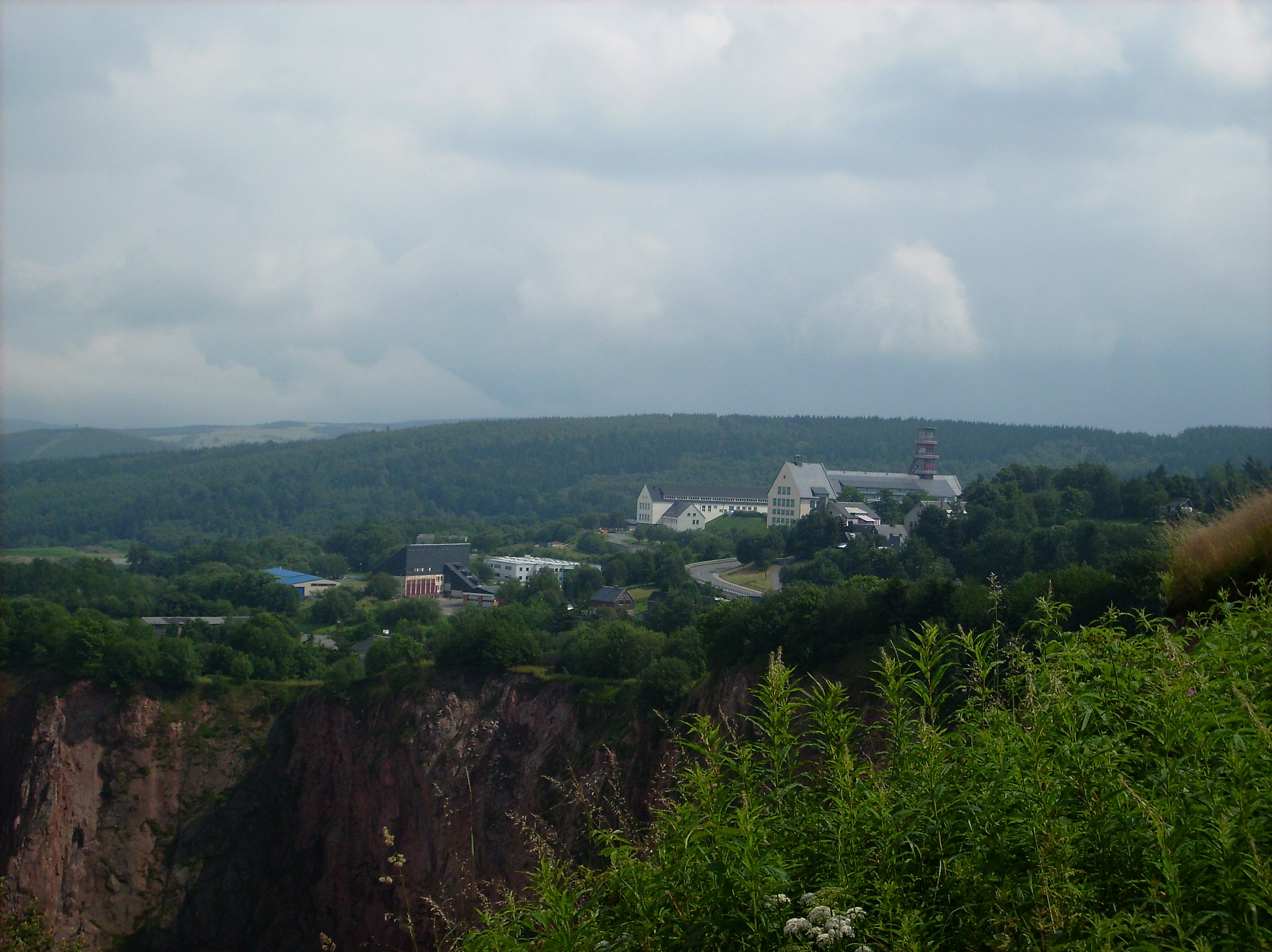
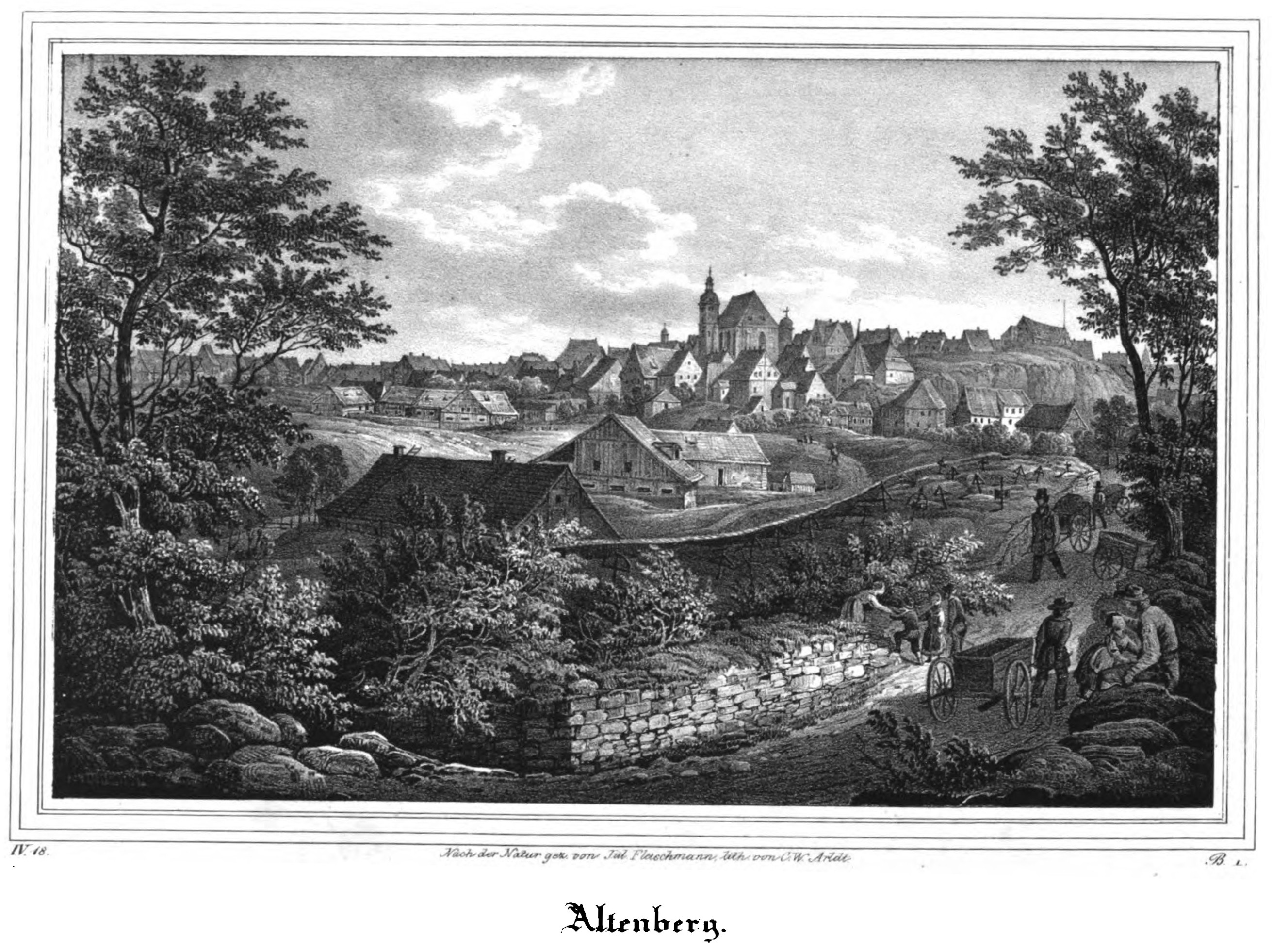
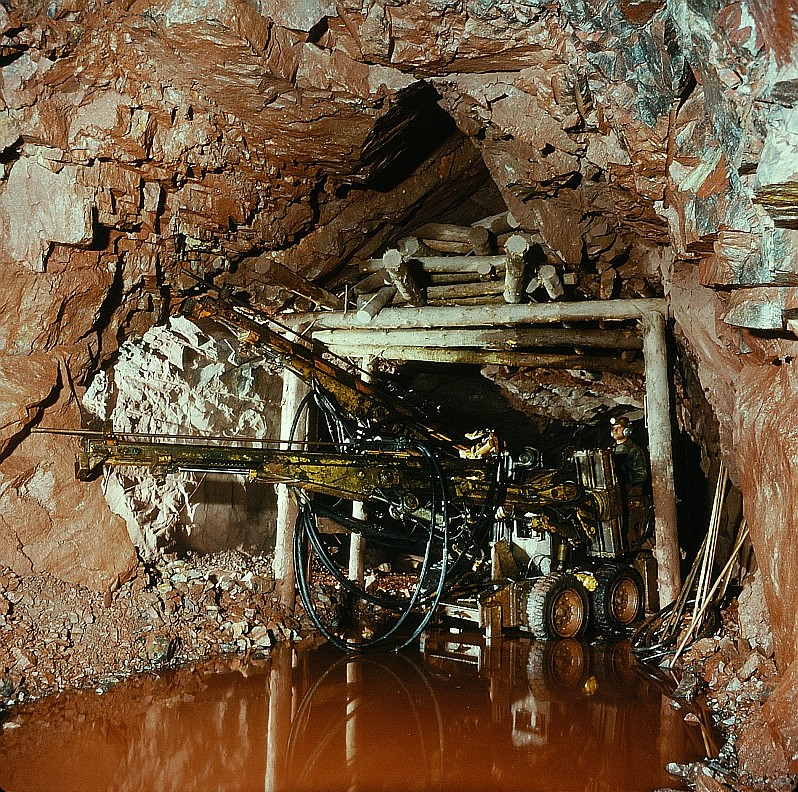
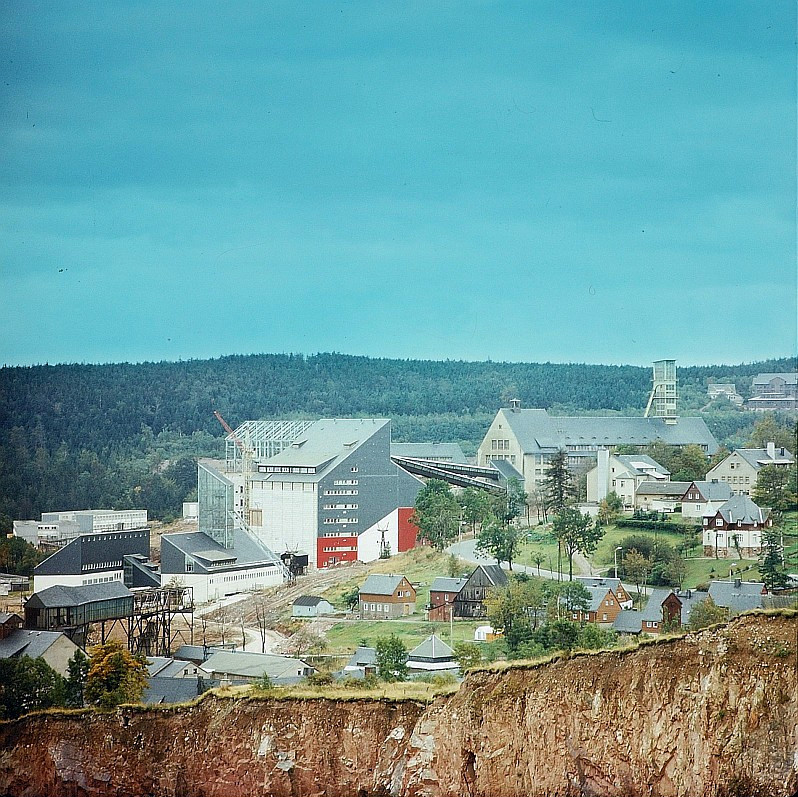
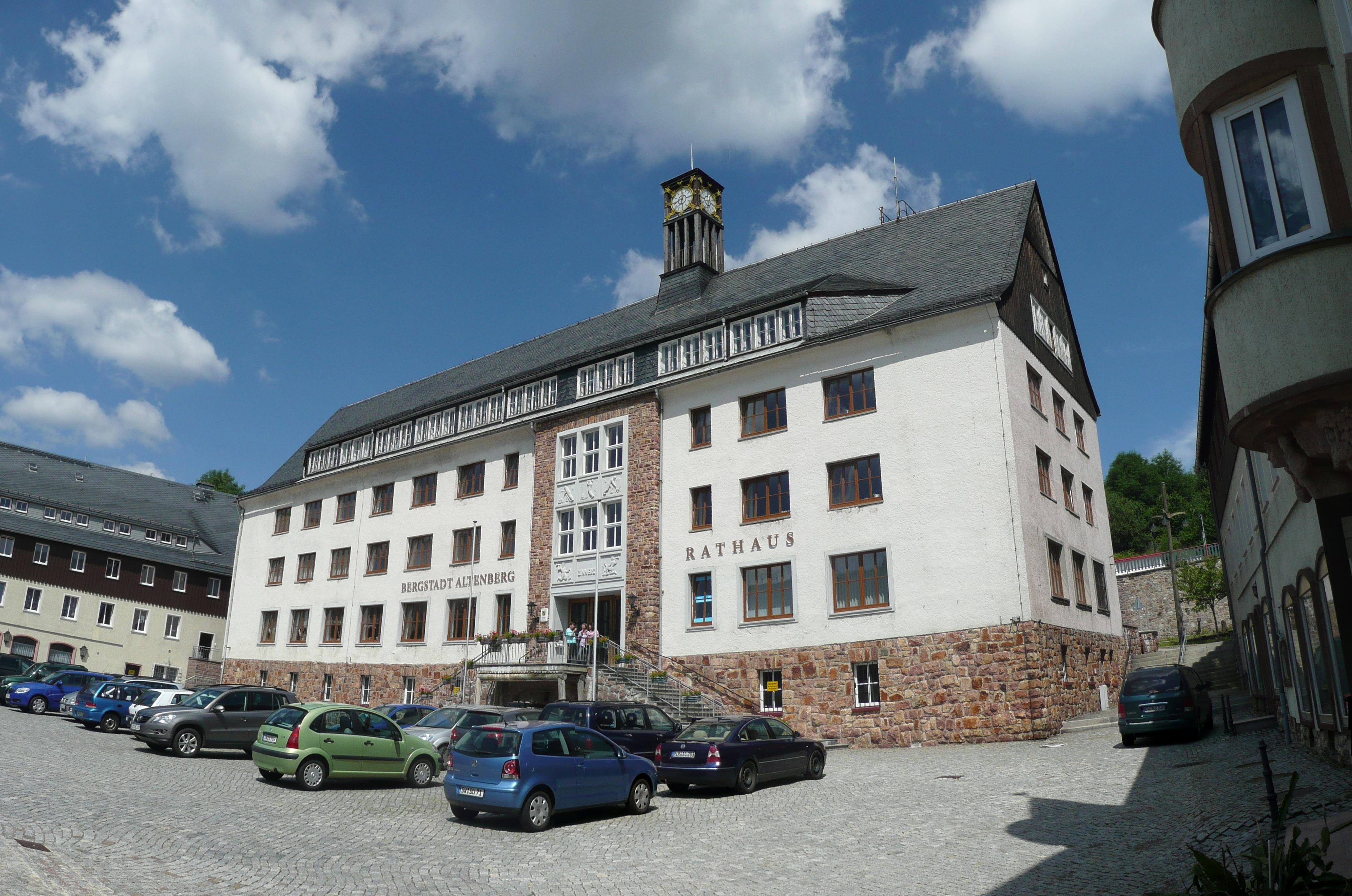
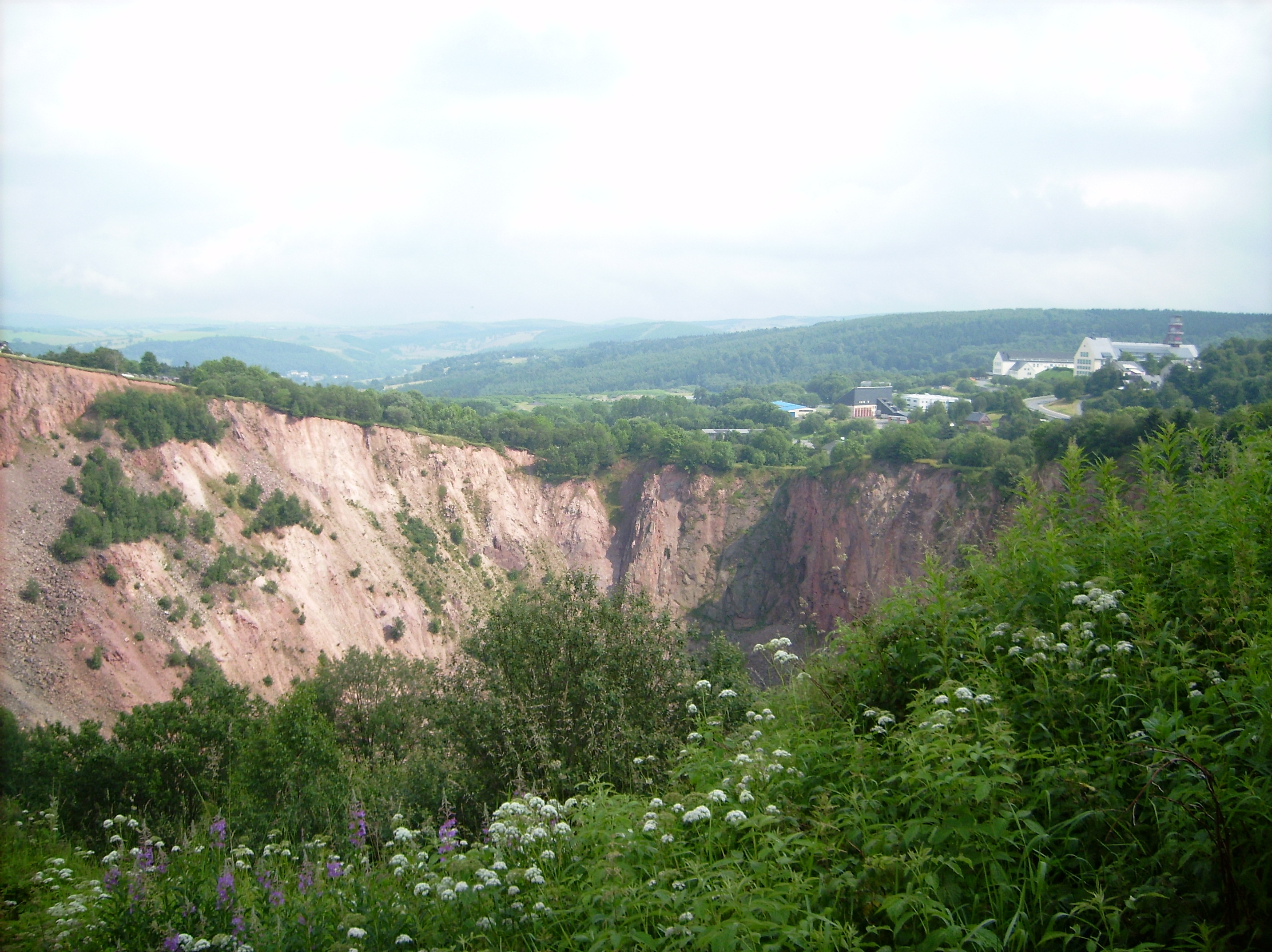